# 受信障害対策中継放送
受信障害対策中継放送（じゅしんしょうがいたいさくちゅうけいほうそう）は、基幹放送の一種である。
ギャップフィラー(gap filler)とも呼ばれる。

## 定義
電波法第5条第5号に「相当範囲にわたる受信の障害が発生している地上基幹放送及び当該地上基幹放送の電波に重畳して行う多重放送を受信し、そのすべての放送番組に変更を加えないで当該受信の障害が発生している区域において受信されることを目的として同時にその再放送をする基幹放送のうち、当該障害に係る地上基幹放送又は当該地上基幹放送の電波に重畳して行う多重放送をする無線局の免許を受けた者が行うもの以外のもの」と規定している。
総務省令放送法施行規則別表第5号第9その他の基幹放送の区分(1)にもある。
当初の定義は「相当範囲にわたる受信の障害が発生しているテレビジョン放送及び当該テレビジョン放送の電波に重畳して行う多重放送を受信し、そのすべての放送番組に変更を加えないで当該受信の障害が発生している区域において受信されることを目的として同時にその再放送をする放送のうち、当該障害に係る放送又は当該放送の電波に重畳して行う多重放送をする無線局の免許を受けた者が行うもの以外のもの」であった。

## 概要
当初の定義をみるとわかるが、地上波テレビ放送の難視聴解消を目的として始まったものである。
山間辺地や高層建築物の陰や地下街などの難視聴地域に小規模の中継局を設置し、放送波を受信しそのまま送信する。
つまり難視聴を補償するために行う有線テレビジョン放送での同時再放送相当のことを無線により行うことであり「隙間を埋める」という意味のギャップフィラーと呼ばれる所以である。
中継局を設置するのは、「当該障害に係る地上基幹放送又は当該地上基幹放送の電波に重畳して行う多重放送をする無線局の免許を受けた者」以外の者、つまり日本放送協会（NHK）や民間放送事業者（民放）等の既存の放送事業者ではなく、地方自治体や高層建築物の所有者や視聴者が結成した共同受信組合等である。
これらの団体等が地上基幹放送局の免許を取得して、つまり特定地上基幹放送事業者となって実施する。
定義に「すべての放送番組に変更を加えないで」とあるので、自主放送をすることはできない。
また、放送法第176条第3項には「（前略）受信障害対策中継放送は、これを受信障害対策中継放送を行う者が受信した基幹放送事業者の放送とみなし（後略）」とあり、地上基幹放送では有料放送は実施されていないので、電気料金や設備維持などの費用を除き、視聴の対価としての料金を徴取することもできず、この制度による放送は、基本的に無料で視聴出来る。
この地上基幹放送局の免許申請時の基幹放送の種類を表すコードは、無線局の目的コード及び通信事項コードを規定する総務省告示

に「高精細度テレビジョン放送を含むテレビジョン放送(デジタル放送・受信障害対策中継放送)」をSHVと規定している。
これにより「SHV中継局」とも呼ばれる。
NHKは放送法第20条第5項に「中波放送と超短波放送とのいずれか及びテレビジョン放送がそれぞれあまねく全国において受信できるように措置をしなければならない。」ことが義務とされるが、民放は第92条に「特定地上基幹放送事業者（中略)は、その基幹放送局を用いて行われる基幹放送に係る放送対象地域において、当該基幹放送があまねく受信できるように努めるものとする。」という努力義務に留まる。
このため、中継局の普及が遅れている民放についてのみ開設する事例もある。
#沿革にも見るとおり、テレビ放送がアナログのみであった時期から制度化はされており、1977年（昭和52年）制定の「受信障害対策用SHFテレビジョン放送局の免許方針」

に基づき、高層建築物等による受信障害対策として原因者負担により開設する放送局（現・地上基幹放送局）に適用されていた。
しかし、設置者は既存の放送事業者が設置する中継局と同等の免許手続きや第二級無線技術士（現・第二級陸上無線技術士）以上の無線従事者

による管理とSHF専用の受信機器の頒布を要するので開設された局数は僅かであった。
テレビ放送のデジタル化に際し難視聴対策の一環として、高層建築物以外にも山岳地域や地下街のような遮蔽された空間による受信障害も対象とし、テレビ放送が用いるUHFによることで視聴者に負担をかけないことも求められて、機器や免許にかかる規制が緩和され、一定の条件下では国からの補助も得られることとなり、普及が図られること

となった。
更に放送波の受信に既存のCATV網や共同受信施設を利用できるように、既存施設の末端に送信機を接続することも考慮された。
空中線電力0.05W以下の地上波デジタルテレビ放送用送信機は、特定無線設備の技術基準適合証明等に関する規則により技術基準適合証明の対象とされ、適合表示無線設備として技適マークの表示が必須であり、技術基準適合証明番号又は工事設計認証番号の表示も要する。
ギャップフィラー用送信機を表す記号は、技術基準適合証明番号の4-5字目のOV又はUU（CATV網等接続型）

である。なお制度化当初は工事設計認証番号にも記号の表示を要した。
適合表示無線設備を使用すれば簡易な免許手続の対象

となり予備免許や落成検査を経ることなく免許され、「簡易な操作」の対象

にもなり操作に無線従事者を必要としない。
また、定期検査の対象にもならない。
これらは空中線電力が50mWを超えることを否定するものではないが、手続きや管理が煩瑣になるので事実上の上限となっている。
この極微小電力（50mW以下）の中継局をギャップフィラーと呼び放送区域は半径1-2km程度となる。
電波利用料についても、当初は他の放送局と基本的に同額であったが、普及を図るために空中線電力などによる緩和措置が講じられ、最終的に400円に設定されている。
無線従事者の操作範囲については「周波数及び空中線電力の安定度の向上及び調整の自動化が図られ、外部の転換装置で電波の質に影響を及ぼさない技術操作により操作可能」

として、第二級・第三級総合無線通信士と第一級・第二級陸上特殊無線技士による管理が可能となり規制が緩和された。

### FM放送

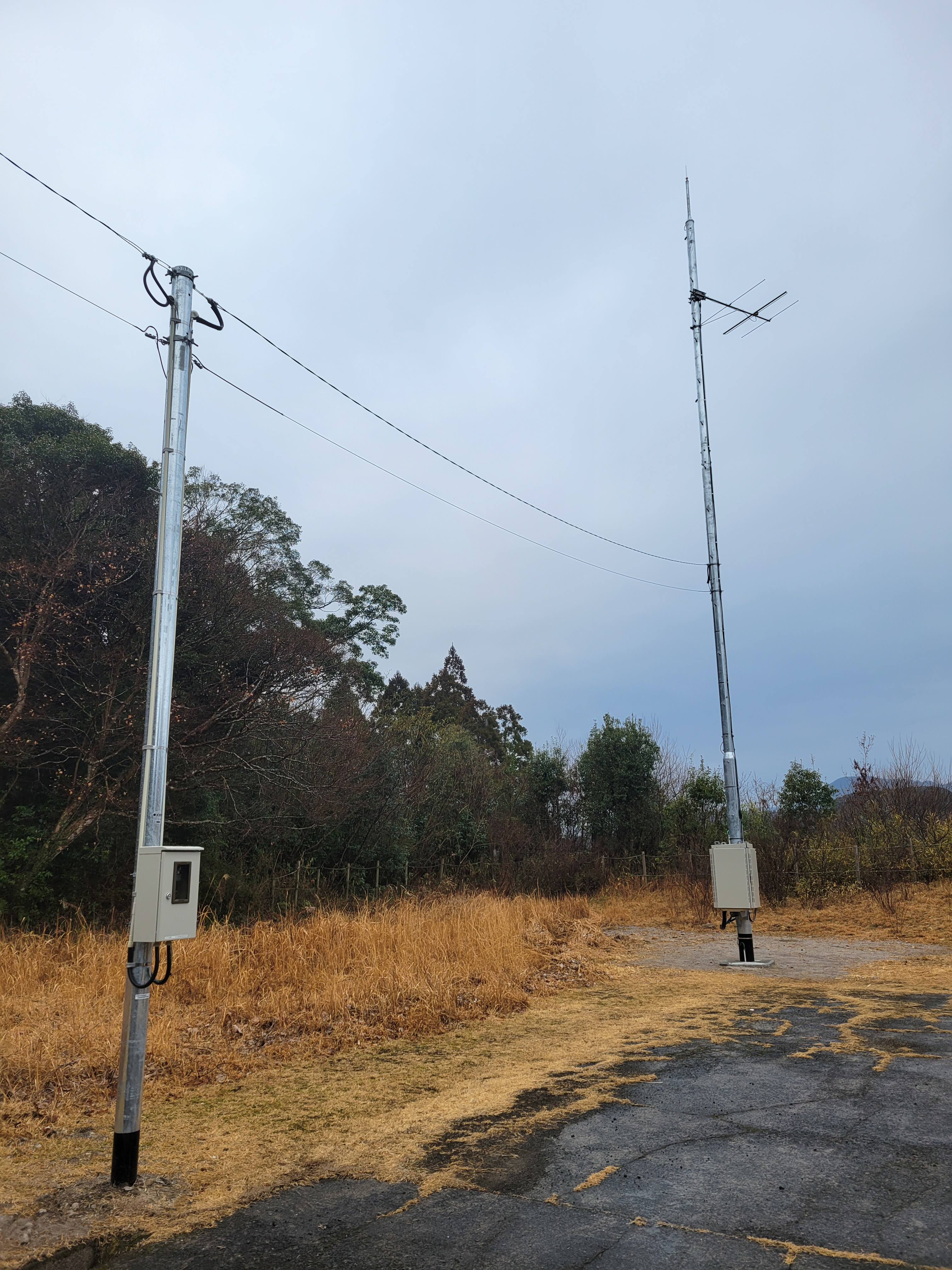
鹿児島県霧島市が設置した霧島市横川SFM。霧島市役所で受信したFMきりしま（コミュニティ放送）の電波を再送信する

東日本大震災以後はラジオネットワークの強靭化が叫ばれるようになり、東北総合通信局はコミュニティ放送の中継局について本制度を適用し、地元自治体が開設できることとした。
ただ、FM放送用送信機には適合表示無線設備がなかったので簡易な免許手続の対象にならず、簡易な操作の対象にもならないので第二級陸上無線技術士以上の無線従事者が必要となり、実務上はコミュニティ放送事業者に管理を委託し、その事業者の無線従事者により管理される公設民営方式として運用されることとなる。
この状況に対し空中線電力0.25W以下のFM放送用送信機がギャップフィラー用に位置付けられ、技術基準適合証明の対象になった。
これにより適合表示無線設備として簡易な免許手続ができ、簡易な操作の対象にもなり、定期検査も不要になる。
技術基準適合証明番号においてこの送信機を表す記号は番号の4-5字目のGFである。
免許申請時の基幹放送の種類を表すコードは、告示

に「超短波放送(受信障害対策中継放送)」をSFMと規定している。
FM補完放送開始後は、近畿総合通信局が普及が行き届かない自治体に中波放送を対象に本制度の適用を開始した。
また、放送波遮蔽対策推進協会は再送信の業務を地下街の管理会社に承継して解散したが、東京地区と名古屋地区での実験試験局による県域放送と外国語放送の再送信を承継の際に本制度によるものに切り替えた。
FM補完放送が普及するに伴いFM補完放送を再送信するものも現われた。
コミュニティ放送の中継局への適用も信越・九州・関東・中国の各総合通信局が開始した。
上述の無線従事者の操作範囲の規制緩和は、地上基幹放送であれば種類を問わないのでFM放送にも適用される。

## ギャップフィラー事業者一覧
配列は基礎自治体（市町村）、共同受信組合、その他の団体等の順

### テレビジョン放送
- 北海道
  - 小樽市
  - 釧路市
  - 北見市
  - 岩見沢市
  - 士別市
  - 登別市
  - 松前郡福島町
  - 二海郡八雲町
  - 山越郡長万部町
  - 檜山郡江差町
  - 檜山郡厚沢部町
  - 古宇郡神恵内村
  - 上川郡美瑛町
  - 天塩郡天塩町
  - 枝幸郡中頓別町
  - 利尻郡利尻町
  - 斜里郡清里町
  - 紋別郡遠軽町
  - 紋別郡湧別町
  - 虻田郡豊浦町
  - 虻田郡洞爺湖町
  - 勇払郡むかわ町
  - 沙流郡平取町
  - 浦河郡浦河町
  - 日高郡新ひだか町
  - 河東郡士幌町
  - 河東郡上士幌町
  - 上川郡新得町
  - 足寄郡足寄町
  - 十勝郡浦幌町
  - 川上郡標茶町
  - 野付郡別海町
  - 目梨郡羅臼町
  - 蛾眉野地区テレビ受信組合[2]（函館市）
  - 旭川市神居古潭共同受信組合（旭川市）
  - 旭川市豊里共同受信組合（旭川市）
  - 濁川町内会地デジ共聴委員会（茅部郡森町）
  - 仙鳳趾共同受信組合（釧路郡釧路町）
- 青森県
  - 下北郡大間町
  - 下北郡東通村
  - くろしお風力発電株式会社（五所川原市）
- 岩手県
  - 宮古市
  - 一関市
  - 釜石市
- 宮城県
  - 柴田郡大河原町
  - 宮城郡松島町
  - 有壁テレビ共同受信施設組合（栗原市）
  - 草木共同アンテナ施設組合（栗原市）
  - 地方独立行政法人宮城県立こども病院（仙台市青葉区）
- 秋田県
  - 沖田面テレビ共同受信施設組合（北秋田郡上小阿仁村）
  - 羽後西部地区テレビ共同受信組合（雄勝郡羽後町）
  - 株式会社風の王国・男鹿（男鹿市）
- 山形県
  - 最上郡鮭川村
  - 吉野テレビ組合（南陽市）
- 福島県
  - 双葉郡大熊町
  - 双葉郡浪江町
  - 福島県（いわき市）
- 茨城県
  - 鉾田市
  - 相川下郷テレビ組合（久慈郡大子町）
- 栃木県
  - 塩谷郡塩谷町
  - 飯山 上小池 原坪地区 テレビ共同受信組合（宇都宮市）
- 群馬県
  - みどり市
  - 利根郡片品村
  - 吾妻郡高山村
  - 西牧テレビ共同聴視会（甘楽郡下仁田町）
  - 大前テレビ組合（吾妻郡嬬恋村）
  - 西窪テレビ共聴会（吾妻郡嬬恋村）
- 埼玉県
  - 秩父市
  - 大谷テレビ共同受信施設組合（秩父郡小鹿野町）
- 千葉県
  - いすみ市
  - 長生郡睦沢町
  - 長生郡長南町
  - 乙浜テレビ共聴組合（南房総市）
  - 布野・五十蔵テレビ共聴組合（南房総市）
- 東京都
  - 若郷テレビ共同受信無線施設組合（新島村）
  - 八重洲地下街株式会社（中央区）
  - 株式会社東京証券取引所（中央区）
- 神奈川県
  - 藤野台テレビ共聴組合（相模原市緑区）
  - 川崎アゼリア株式会社（川崎市川崎区）
- 山梨県
  - 甲斐市
  - 藤野台テレビ共聴組合（上野原市）
- 新潟県
  - 岩船郡関川村
  - 上輪地区テレビ共聴施設組合（柏崎市）
  - 鵜川テレビ共同受信施設組合（柏崎市）
  - 田代テレビ共同受信施設組合（柏崎市）
  - 栃ヶ原テレビ共同受信施設組合（柏崎市）
  - 池ヶ原テレビ共同受信施設組合（小千谷市）
  - 川手共同アンテナ組合（十日町市）
  - 佐取地区テレビ受信用共同施設管理組合（阿賀野市）
- 長野県
  - 長野電子工業株式会社[12]（千曲市）
- 静岡県
  - 湖西市
  - 渋川テレビ共聴組合（浜松市浜名区）
  - 六郎沢テレビ共同受信施設組合（浜松市天竜区）
  - 大久保テレビ共聴組合（富士宮市）
  - 倉平地区テレビ共同受信施設組合（島田市）
  - 五軒屋テレビ共同受信施設組合（島田市）
  - 東大谷テレビ受信組合（掛川市）
  - 上船原テレビ共同受信施設組合（伊豆市）
- 岐阜県
  - 中津川市
  - 彦坂テレビ共同受信施設組合（岐阜市）
  - 鈴蘭高原等テレビ共聴組合（高山市）
  - 落合９号区テレビ共同受信施設組合（中津川市）
  - 川上地区テレビ共同受信施設組合（中津川市）
  - 神坂テレビ共同受信組合（中津川市）
- 愛知県
  - 株式会社エスカ（名古屋市中村区）
  - 法務省（名古屋市港区）
  - 豊橋技術科学大学（豊橋市）
- 三重県
  - 船越テレビ共同聴視組合（志摩市）
- 滋賀県
  - 磯野・布施テレビ組合（長浜市）
- 京都府
  - あたご無線共聴組合（綾部市）
  - 渕垣無線テレビ共聴組合（綾部市）
- 大阪府
  - 大阪地下街（大阪市天王寺区、北区、中央区）
- 兵庫県
  - 丹波市
  - 家島真浦無線共聴組合（姫路市）
  - 寺坂テレビ組合（豊岡市）
  - 西有年テレビ共同受信施設組合（赤穂市）
  - 目坂・月見草無線共聴組合（赤穂市）
  - 藍本西区テレビ共同視聴施設組合（三田市）
  - 波田テレビ共聴組合（三田市）
  - 上芥田町テレビ共同受信組合（加西市）
  - 立杭三地域ＧＦ共聴組合（丹波篠山市）
  - 弁天テレビ協会（丹波篠山市）
  - 上新庄テレビ共聴組合（丹波市）
  - 鹿場無線テレビ共聴組合（丹波市）
  - 久下地区テレビ共聴組合（丹波市）
  - 村森テレビ無線共聴組合（丹波市）
  - 山本共聴テレビ組合（丹波市）
  - 柚津テレビ共聴組合（丹波市）
  - 板坂テレビ共聴組合（神崎郡福崎町）
  - 兎塚テレビ協会（美方郡香美町）
  - 小代テレビ協会（美方郡香美町）
  - ハチ北高原テレビ組合（美方郡香美町）
  - 個人（丹波市）
- 和歌山県
  - 海草郡紀美野町
  - 大窪無線テレビ共聴組合（海南市）
  - 田原テレビ共聴組合（橋本市）
  - 宿地区テレビ共同組合（橋本市）
  - 辰ヶ浜共聴組合（有田市）
  - 男浦共聴組合（有田市）
  - 城山北部地区テレビ共聴組合（伊都郡かつらぎ町）
  - 梅林・広良無線テレビ共聴組合（伊都郡九度山町）
  - 富貴地区共同受信組合（伊都郡高野町）
  - 西ヶ峯有原共聴組合（有田郡有田川町）
- 広島県
  - 市原テレビ共同受信共聴組合（呉市）
- 愛媛県
  - 大竹テレビ共同受信組合（大洲市）
  - 河之内テレビ共同受信組合（東温市）
  - 直瀬下組テレビ組合（上浮穴郡久万高原町）
- 高知県
  - 安芸郡田野町[2]
  - 船戸テレビ組合（土佐郡大川村）
- 福岡県
  - うきは市
- 長崎県
  - 松浦市
  - 鷲尾岳風力発電株式会社（佐世保市）
- 熊本県
  - 南阿蘇村テレビ共同受信組合（阿蘇郡高森町）
- 鹿児島県
  - 鹿児島郡十島村
  - 出水郡長島町
  - 鹿児島県（鹿児島市、霧島市、姶良市）
- 沖縄県
  - 名護市
  - 糸満市
  - うるま市
  - 南城市
  - 国頭郡恩納村
  - 国頭郡宜野座村
  - 中頭郡北中城村
  - 島尻郡八重瀬町
  - 名護市久志区共聴組合（名護市）
  - 沖縄県（島尻郡与那原町）

2024年（令和6年）1月31日現在

### 超短波放送（FM放送）
対象となる放送を併記する。
- 岩手県
  - 一関市（一関コミュニティFM）
- 宮城県
  - 石巻市（石巻コミュニティ放送）
  - 名取市（エフエムなとり）
  - 登米市（登米コミュニティエフエム）
- 秋田県
  - 大仙市（TMO大曲）
- 福島県
  - いわき市（いわき市民コミュニティ放送）
  - 大沼郡昭和村（NHK福島第1放送、ラジオ福島、エフエム福島）
  - 双葉郡広野町（NHK福島第1放送、ラジオ福島、エフエム福島）
  - 双葉郡葛尾村（NHK福島第1放送、ラジオ福島、エフエム福島）
- 栃木県
  - 栃木市（FMくらら857）
- 東京都
  - 八重洲地下街株式会社（TOKYO FM、NHK東京FM放送、J-WAVE、InterFM897）
- 神奈川県
  - 川崎アゼリア株式会社（FMヨコハマ、NHK横浜FM放送、InterFM897）
- 新潟県
  - 魚沼市（エフエム魚沼）
  - 柏崎市（柏崎コミュニティ放送）
- 長野県
  - 東御市（エフエムとうみ）
- 愛知県
  - 株式会社エスカ（ZIP-FM、エフエム愛知、NHK名古屋FM放送）
- 兵庫県
  - 美方郡香美町（NHK大阪第1放送、ラジオ関西）
- 広島県
  - 三原市（FMみはら）
- 長崎県
  - 諫早市（エフエム諫早）
- 熊本県
  - 球磨郡水上村（熊本放送）
- 鹿児島県
  - 霧島市（FMきりしま）
- 沖縄県
  - 八重山広域市町村圏事務組合[13]（琉球放送、ラジオ沖縄）

2023年（令和5年）8月23日現在

## SHF中継局一覧
電波法に「受信障害対策中継放送」が定義される以前から存在したものを含め記載する。アナログ放送によるもので廃局済みであり廃止日を示す。
- 岡崎明大寺テレビ局（愛知県岡崎市・1994年（平成6年）3月31日）
- 足立保木間中継局（東京都足立区・2000年（平成12年）3月31日）
- 千駄ヶ谷中継局（東京都渋谷区・2006年（平成18年）5月31日）
- 大井町中継局（東京都品川区・2011年（平成23年）7月24日）
- 山下町中継局（横浜市中区・同上）
- 垂水区内SHFテレビ中継局（神戸市垂水区・同上）
- 淡路三原テレビ・FM中継局（兵庫県南あわじ市・同上、在阪民放広域局のみ）
- ニューワールド中山中継局（仙台市泉区・2012年（平成24年）3月31日）

## 沿革
- 1977年（昭和52年）- SHF中継局第一号として足立保木間中継局が開局
- 1990年（平成2年）- 電波法に定義[14]
- 1993年（平成5年）- 電波利用料が制度化、料額の変遷は下表参照
- 2007年（平成19年）
  - 空中線電力0.05W以下の受信障害対策中継放送用地上波デジタルテレビ放送局は定期検査の対象外に[15]
  - 受信障害対策中継放送用地上波デジタルテレビ放送局の免許申請時の無線局の目的コード（現・基幹放送の種類コード）がSHVと規定[16]
- 2008年（平成20年）
  - デジタルラジオ推進協会（後の放送波遮蔽対策推進協会）が八重洲地下街（東京都中央区）と川崎アゼリア（神奈川県川崎市）に難視聴対策用として設置していた地上波デジタルテレビ放送実験局（現・実験試験局）の免許を受信障害対策中継放送用放送局に切り替え、以降の免許も同様に[17]
  - 小代テレビ協会（兵庫県美方郡香美町）が山岳地の障害対策用として開設した中継局3局が、ギャップフィラー第一号に[18][19]
  - 空中線電力0.05W以下の地上波デジタルテレビ放送用送信機が技術基準適合証明の対象となり記号はOV[20]とされ、これによる適合表示無線設備は簡易な免許手続の対象となり、中継局として用いれば簡易な操作の対象に[21]
  - 美瑛町（北海道上川郡）が町役場庁舎に開設した中継局が、高層建築物による障害対策のギャップフィラー第一号に[22]
- 2009年（平成21年）- 名古屋入国管理局庁舎（名古屋市港区）に高層建築物による障害対策として中継局が開設[23]、免許人は法務省で国の機関が開設したのは初
- 2010年（平成22年）
  - CATV網に接続される送信機は、CATV網から悪影響を受けるものではないことが要求されることに[24]
  - 空中線電力0.05W以下のCATV網等接続型の地上波デジタルテレビ放送用送信機が技術基準適合証明の対象となり記号はUUに[25]
- 2011年（平成23年）
  - 定義が現行のもの[26]となり、放送事業者の定義変更[27]により中継局の設置者は特定地上基幹放送事業者となることに[26]
- 2012年（平成24年）- アナログテレビ放送全廃によりニューワールド中山中継局が廃止され、SHFによる受信障害対策中継放送は全廃
- 2013年（平成25年）
  - コミュニティ放送への適用開始
    - 予備免許はいわき市の13局が先行した[28]が、免許は一関市の2局が適用第一号[29]である。

  - 工事設計認証番号にギャップフィラー用送信機を表す記号の表示は不要に[30]
- 2015年（平成27年）- 空中線電力0.25W以下のFM放送用送信機が技術基準適合証明の対象とされ記号はGF[31]となり、これによる適合表示無線設備は簡易な免許手続の対象に、空中線電力0.25W以下の受信障害対策中継放送用FM放送地上基幹放送局と空中線電力0.05W以下の全てのテレビ放送地上基幹放送局が定期検査の対象外に[32]
- 2016年（平成28年）- 空中線電力0.25W以下の適合表示無線設備であるFM放送用送信機は中継局として用いれば簡易な操作の対象[33]に、免許申請時の無線局の基幹放送の種類コードはSFM[34]
- 2017年（平成29年）
  - 中波放送への適用開始[35]
    - 香美町が設置した11局が第一号である。受信点は豊岡市に置かれる。[36]

  - 放送波遮蔽対策推進協会が八重洲地下街と川崎アゼリアで実施していた再送信を各地下街の管理会社に承継
    - 同時にFM放送は実験試験局から受信障害対策中継放送用地上基幹放送局によるものとなった。[37]
- 2019年（平成31年）- 無線従事者の操作範囲が緩和[38]
  - 追加された無線従事者の操作範囲は、空中線電力の上限は規定されていないが「外部の転換装置で電波の質に影響を及ぼさない技術操作」に限定される。なおコミュニティ放送についても適用される。
- 2021年（令和3年）- FM補完放送への適用開始
  - 水上村（熊本県）が設置した2局が第一号である。[39]

| 年月                   | 料額     | 備考 |
| ---------------------- | -------- | --- |
| 1993年（平成5年）4月   | 29,700円 | 他の地上波放送局と同額 |
| 1997年（平成9年）10月  | 29,700円 | 他の地上波放送局と同額 |
| 2006年（平成18年）4月  | 25,700円 | 他の地上波放送局と同額 |
| 2008年（平成20年）4月  | 6,200円  | 空中線電力0.02W未満の地上波テレビジョン放送局のものを例示、緩和措置として平成22年までは5,400円。 地上波テレビジョン放送局については空中線電力やデジタルとアナログ別に緩和措置があったが詳細は省略。 |
| 2011年（平成23年）10月 | 200円    | 受信障害対策中継放送用地上基幹放送局は空中線電力にかかわらず同額 |
| 2014年（平成26年）10月 | 200円    | 受信障害対策中継放送用地上基幹放送局は空中線電力にかかわらず同額 |
| 2017年（平成29年）10月 | 300円    | 受信障害対策中継放送用地上基幹放送局は空中線電力にかかわらず同額 |
| 2019年（令和元年）10月 | 400円    | 受信障害対策中継放送用地上基幹放送局は空中線電力にかかわらず同額 |
| 2022年（令和4年）10月  | 400円    | 受信障害対策中継放送用地上基幹放送局は空中線電力にかかわらず同額 |

## その他
2004年（平成16年）から2009年（平成21年）までモバイル放送による衛星を利用したマルチメディア放送、モバHO!は不感地帯解消にギャップフィラーを置くとしていた。
当時、マルチメディア放送は電波法令に定義が無く超短波放送として免許を受けており、テレビジョン放送ではなかった。
現行制度であれば衛星基幹放送に相当し、地上基幹放送ではない。
技術的には類似していても本項目における受信障害対策中継放送ではない。